# Sarirejo (Semarang Timur)
Sarirejo is een bestuurslaag in het regentschap Semarang van de provincie Midden-Java, Indonesië. Sarirejo telt 7720 inwoners (volkstelling 2010).